# Solitude (Chagall)
Pour les articles homonymes, voir Solitude (homonymie).
Solitude est un tableau réalisé par le peintre soviétique Marc Chagall en 1933. Cette huile sur toile représente un rabbin pensif sous le regard d'un veau blanc. Elle est conservée au musée d'Art de Tel Aviv, à Tel Aviv-Jaffa.